# Список глав Южного Судана

Штандарт президента Южного Судана

Список глав Южного Судана включает лиц, являвшихся главой государства Южного Судана после обретения им независимости в 2011 году. Также в список вошли главы южносуданской автономии в составе Республики Судан, существовавшей в 1972—1983 и 2005—2011 годах.
В настоящее время главой государства и правительства является Президент Республики Южный Судан (англ. President of the Republic of South Sudan). Согласно действующей редакции конституции, президент избирается всенародным голосованием на 5 лет (для переходного периода с 2011 года срок полномочий составляет 4 года). В случае вакантности поста обязанности президента исполняет вице-президент.
Использованная в первом столбце таблиц нумерация является условной; также условным является использование в первом столбце цветовой заливки, служащей для упрощения восприятия принадлежности лиц к различным политическим силам без необходимости обращения к столбцу, отражающему партийную принадлежность. Для удобства список разделён на принятые в историографии периоды истории страны. Приведённые в преамбулах к каждому из разделов описания этих периодов призваны пояснить особенности её политической жизни.

## Южный Судан (автономия, 1972—1983, 2005—2011)
В феврале 1953 года Великобритания и Египет заключили соглашение, предусматривавшее суданское самоуправление и самоопределение. При этом север и центр Судана, населённые арабами, и христианский юг страны были объединены в единую административную единицу. Переходный период к независимости начался с открытия парламента в 1954 году. С согласия британского и египетского правительств Судан получил независимость 1 января 1956 года. Однако в период подготовки к предоставлению независимости государственные учреждения страны были размещены в северной части страны. Неспособность британской администрации обеспечить равномерное распределение политического влияния между северными и южными регионами создала предпосылки для продолжительного конфликта. Арабы в правительстве Хартума отказались от создания федеративной системы государственного управления, что в 1955 году привело к вооружённому восстанию христианского юга страны и началу гражданской войны, направленной на создание независимого государства.
В феврале 1972 года между суданским правительством и южно-суданскими повстанцами было подписано Аддис-Абебское соглашение о предоставлении южным провинциям Судана статуса автономии, завершившее гражданскую войну. Постоянная конституция Судана, принятая в 1973 году, закрепила условия соглашения. В соответствии с ней создавался автономный Южный регион (англ. Southern Region). В начале 1980-х годов стали обостряться отношения между центральной властью и Югом из-за решения президента в сентябре 1983 года о введении в действие на всей территории страны, включая христианский юг, законов шариата. В том же году в стране началась административная реформа, предусматрившая ликвидацию южной автономии с последующим её разделом на три отдельные провинции. Целью этой реформы стало желание вывести регионы, богатые запасами нефти, из-под подчинения Югу. Эти действия привели ко второй гражданской войне.
В 2005 году между правительством Судана и лидерами повстанцев был подписан мирный договор, завершивший гражданскую войну. Создавался автономный регион — Южный Судан (англ. Southern Sudan). В январе в стране был установлен шестилетний переходный период, в июле принята Временная конституция Судана, а в декабре — Южного Судана. В январе 2011 года в южных провинциях прошёл всенародный референдум о будущем статусе автономного региона. По его итогам (99 % проголосовавших поддержали сецессию страны) в июле Южный Судан был провозглашён независимым государством.
|                                                                  | Портрет         | Имя (годы жизни)                                                                    | Полномочия     | Полномочия                                                                                | Партия                                  | Наименование должности                                                                                                  | Пр.           |
| Начало                                                           | Портрет         | Имя (годы жизни)                                                                    | Окончание      |                                                                                           | Партия                                  | Наименование должности                                                                                                  | Пр.           |
| ---------------------------------------------------------------- | --------------- | ----------------------------------------------------------------------------------- | -------------- | ----------------------------------------------------------------------------------------- | --------------------------------------- | --- | ------------- |
| и. о.                                                            |                 | Абель Алиер Квай Кут (1933—) англ. Abel Alier Kwai Kut                              | 6 апреля 1972  | 1974                                                                                      | Суданский социалистический союз         | Председатель Высшего исполнительного совета Южного региона англ. Chairman of the Southern Region High Executive Council | [ 4 ]         |
| 1 (I)                                                            | 1974            | Абель Алиер Квай Кут (1933—) англ. Abel Alier Kwai Kut                              | февраль 1978   |                                                                                           | Суданский социалистический союз         | Председатель Высшего исполнительного совета Южного региона англ. Chairman of the Southern Region High Executive Council | [ 4 ]         |
| 2                                                                |                 | Джозеф Лагу Йокобо Янга (1929—) англ. Joseph Lagu Yokobo Yanga                      | февраль 1978   | 12 июля 1979                                                                              | Движение освобождения Южного Судана     | Председатель Высшего исполнительного совета Южного региона англ. Chairman of the Southern Region High Executive Council | [ 5 ]         |
| 3                                                                |                 | Питер Гаткуот (1938—2010) англ. Peter Gatkuoth Gual                                 | 12 июля 1979   | 30 мая 1980                                                                               | Суданский социалистический союз         | Председатель Высшего исполнительного совета Южного региона англ. Chairman of the Southern Region High Executive Council | [ 6 ]         |
| 1 (II)                                                           |                 | Абель Алиер Квай Кут (1933—) англ. Abel Alier Kwai Kut                              | 30 мая 1980    | 5 октября 1981                                                                            | Суданский социалистический союз         | Председатель Высшего исполнительного совета Южного региона англ. Chairman of the Southern Region High Executive Council | [ 4 ]         |
| и. о.                                                            |                 | Гисмалла Абдалла Расас (1932—2013) англ. Gismalla Abdalla Rasas                     | 5 октября 1981 | 23 июня 1982                                                                              | военный                                 | Председатель Высшего исполнительного совета Южного региона англ. Chairman of the Southern Region High Executive Council | [ 7 ]         |
| 4                                                                |                 | Джозеф Джеймс Томбура (1929—1992) англ. Joseph James Tombura                        | 23 июня 1982   | 5 июня 1983                                                                               | Суданский социалистический союз         | Председатель Высшего исполнительного совета Южного региона англ. Chairman of the Southern Region High Executive Council | [ 8 ]         |
| С 5 июня 1983 года по 9 июля 2005 года — автономия ликвидирована |                 |                                                                                     |                |                                                                                           |                                         | |               |
| 5                                                                |                 | Джон Гаранг де Мабиор Атем Аруай (1945—2005) англ. John Garang de Mabior Atem Aruai | 9 июля 2005    | 30 июля 2005                                                                              | Народно-освободительное движение Судана | Президент Правительства Южного Судана англ. President of the Government of Southern Sudan                               | [ 9 ]         |
| и. о.                                                            |                 | Сальва Киир Маярдит (1951—) англ. Salva Kiir Mayardit                               | 1 августа 2005 | 11 августа 2005                                                                           | Народно-освободительное движение Судана | Вице-президент Правительства Южного Судана англ. Vice President of the Government of Southern Sudan                     | [ 10 ] [ 11 ] |
| 6 (I—II)                                                         | 11 августа 2005 | Сальва Киир Маярдит (1951—) англ. Salva Kiir Mayardit                               | 21 мая 2010    | Президент Правительства Южного Судана англ. President of the Government of Southern Sudan | Народно-освободительное движение Судана | | [ 10 ] [ 11 ] |
| 6 (I—II)                                                         | 21 мая 2010     | Сальва Киир Маярдит (1951—) англ. Salva Kiir Mayardit                               | 9 июля 2011    | Президент Правительства Южного Судана англ. President of the Government of Southern Sudan | Народно-освободительное движение Судана | | [ 10 ] [ 11 ] |

## Республика Южный Судан (с 2011)
По результатам проведённого в январе 2011 года референдума 9 июля была провозглашена независимость Республики Южный Судан (англ. Republic of South Sudan), 14 июля новое государство принято в ООН. Президентом страны стал бывший вице-президент Судана и лидер Народно‑освободительного движения Судана (НОДС) Сальва Киир. Для обеспечения переходного периода в действие вступила временная конституция, а по резолюции Совета Безопасности ООН № 1996 в стране была развёрнута миротворческая миссия.
В декабре 2013 года в Южном Судане началась гражданская война между сторонниками президента Киира и бывшего вице‑президента Риека Мачара. Первоначально политическое противостояние быстро переросло в этническое — между представителями народностей динка (к которой принадлежал Киир) и нуэр. В 2014 году Совет Безопасности ООН принял резолюцию № 2155, усилившую военный контингент миссии. Летом 2015 года между сторонами было заключено перемирие, однако в начале июля 2016 года столкновения возобновились. 22 февраля 2020 года Киир и Мачар в соответствии с условиями заключённого в сентябре 2018 года перемирия договорились о создании Переходного Правительства национального единства, которое 12 марта было сформировано из 20 представителей НОДС и 15 представителей различных оппозиционных партий и движений.
|              | Портрет         | Имя (годы жизни)                                      | Полномочия      | Полномочия  | Партия                                  | Наименование должности                                                          | Пр.           |
| Начало       | Портрет         | Имя (годы жизни)                                      | Окончание       |             | Партия                                  | Наименование должности                                                          | Пр.           |
| ------------ | --------------- | ----------------------------------------------------- | --------------- | ----------- | --------------------------------------- | ------------------------------------------------------------------------------- | ------------- |
| 6 (III—VIII) |                 | Сальва Киир Маярдит (1951—) англ. Salva Kiir Mayardit | 9 июля 2011     | 9 июля 2015 | Народно-освободительное движение Судана | Президент Республики Южный Судан англ. President of the Republic of South Sudan | [ 10 ] [ 11 ] |
| 6 (III—VIII) | 9 июля 2015     | Сальва Киир Маярдит (1951—) англ. Salva Kiir Mayardit | 12 августа 2018 |             | Народно-освободительное движение Судана | Президент Республики Южный Судан англ. President of the Republic of South Sudan | [ 10 ] [ 11 ] |
| 6 (III—VIII) | 12 августа 2018 | Сальва Киир Маярдит (1951—) англ. Salva Kiir Mayardit | 22 февраля 2020 |             | Народно-освободительное движение Судана | Президент Республики Южный Судан англ. President of the Republic of South Sudan | [ 10 ] [ 11 ] |
| 6 (III—VIII) | 22 февраля 2020 | Сальва Киир Маярдит (1951—) англ. Salva Kiir Mayardit | 22 февраля 2023 |             | Народно-освободительное движение Судана | Президент Республики Южный Судан англ. President of the Republic of South Sudan | [ 10 ] [ 11 ] |
| 6 (III—VIII) | 22 февраля 2023 | Сальва Киир Маярдит (1951—) англ. Salva Kiir Mayardit | 22 февраля 2025 |             | Народно-освободительное движение Судана | Президент Республики Южный Судан англ. President of the Republic of South Sudan | [ 10 ] [ 11 ] |
| 6 (III—VIII) | 22 февраля 2025 | Сальва Киир Маярдит (1951—) англ. Salva Kiir Mayardit | действующий     |             | Народно-освободительное движение Судана | Президент Республики Южный Судан англ. President of the Republic of South Sudan | [ 10 ] [ 11 ] |